# Jimmy Chetcuti
James „Jimmy” Chetcuti Bonacia (ur. 10 października 1913, zm. 25 lutego 1995 w Sliemie) – maltański piłkarz wodny, olimpijczyk.
W 1936 roku wystąpił wraz z drużyną na igrzyskach w Berlinie (były to jego jedyne igrzyska olimpijskie). Podczas tego turnieju zagrał tylko w jednym spotkaniu fazy grupowej. 10 sierpnia Maltańczycy zmierzyli się z reprezentacją Jugosławii, z którą przegrali 0–7. Pozostałe dwa mecze grupowe również wysoko przegrali, tym samym zajmując ostatnie miejsce w grupie.
W 1932 roku wraz z klubem Neptunes WPSC zdobył mistrzostwo drugiej ligi maltańskiej, zaś rok później został z tym samym klubem mistrzem Malty.